# Скипетр Второго наряда
Скипетр греческой работы, или Второго наряда, Скипетр царя Алексея Михайловича — один из царских скипетров русского царства.
Автор — «Мастер-монограммист GM», датируется 1638 годом.
Хранится в собрании Оружейной палаты Московского кремля (инв. Р-19).

## История
Скипетр, как и парная к нему Держава греческой работы и некоторые другие из регалий царя Алексея Михайловича, были изготовлены в Стамбуле греческими мастерами. В Москву царю этот скипетр привез стамбульский житель Иван Анастасов в 1658 году.
Во времена Алексея Михайловича скипетр находился в составе Большой Оружейной Казны (военной составляющей царской казны) вместе с ценной амуницией — саадаком, буздыганом, саблей и др.

## Описание
Скипетр сделан из золота, он имеет сплетенные эмалированные узоры разнообразной формы.
Длина 87,7 см; диаметр:2,0-3,0 см.
Скипетр украшен 268 бриллиантами, 14 изумрудами, 360 другими драгоценными камнями.

По описанию 1687 г. указано: 
«Скипетр золотой с каменьем и с финифты розными, прорезной подзор серебреной гладкой. Среди голови корона, на главе крест, в кресте, в гнездах золотых осьмнадцать граненых алмазов. У креста же, на спнях, четыре граненых изумруда; по обе стороны креста по орлу двоеглавому с коронами с финифты розными; на главе в короне шесть алмазов граненых больших, да шесть яхонтов червчатых больших же; да под короной повыше пояса и в пояску двадцать четыре маленьких алмазов; в главе и под главой у яблока и в черену двести двадцать алмазов больших и малых, да триста пятьдесят четыре яхонта червчатых больших и малых да десять изумрудов. В конце черена яхонт червчат граненой...А по нынешней переписи рч'є года (1687) и по осмотра, тот скипетр против прежних переписных книг сшолся. Цена поэтому скипетру по сказке серебрянаго ряда ценовщиков Анисимка Алмазникова с товарищи — две тысячи шесть сот рублев»
Золотая ручка скипетра («черен») украшена 12 небольшими резными золотыми клеймами-медальонами («дробницами») с изображениями важных эпизодов жизни Иисуса Христа, а также христианских праздников — Благовещенье, Рождества Христова (под этим клеймом дата арабскими цифрами — 1658 г.), Сретенье, Богоявление, Преображение Господа, Вознесение, Воскрешение Лазаря, Входа Господня в Иерусалим, Распятия Христова, Воскресение, Уверование Фомы, Сошествие Святого Духа. Названия праздников подписаны на греческом языке, все буквы прописные.